# Maria Celeste
Maria Celeste, właściwie Virginia Gamba (ur. 16 sierpnia 1600, zm. ok. roku 1634) – córka Galileusza i Mariny Gamby. Była najstarszą z trójki rodzeństwa: miała siostrę Livię i brata Vincenzio.
Ponieważ była nieślubnym dzieckiem kobiety z pospólstwa i naukowca wywodzącego się ze zubożałego rodu nie miała szans na małżeństwo. Nie pobierała też nauki w szkołach, lecz to ojciec uczył ją pisania, łaciny i podstaw nauk ścisłych. Podróżowała wraz z ojcem aż do osiągnięcia wieku potrzebnego do wstąpienia do nowicjatu. Wstąpiła do zakonu klarysek w klasztorze położonym niedaleko Florencji, gdzie spędziła większość swojego życia, ślubując nigdy nie opuszczać jego murów.
Zachowało się sto kilkadziesiąt listów, które Maria Celeste napisała do ojca. Można jednak przypuszczać, że było ich znacznie więcej. Na ich podstawie wiadomo, że była wybitnie uzdolniona. W zakonie była aptekarką, intendentką, muzykiem, prowadziła korespondencję zakonu, a także interesowała się astronomią i dysputami filozoficznymi. Prowadziła interesy ojca oraz komentowała głośne w całej Italii jego sprawy. Doradzała ojcu, a także przedstawiała mu swoje poglądy. Aż do swojej śmierci pozostawała osobą najbliższą Galileuszowi.
Maria Celeste zmarła młodo, jeszcze za życia swojego ojca. Po śmierci Galileusza została potajemnie przeniesiona do jego grobu.

## Upamiętnienie
Międzynarodowa Unia Astronomiczna imieniem Marii Celeste nazwała jeden z kraterów uderzeniowych na Wenus.